# Ludovico Dolce
Ludovico Dolce, noto anche come Lodovico (Venezia, 1508 o 1510 – Venezia, 1568), è stato uno scrittore e grammatico italiano.

## Biografia
Nacque in un'antica famiglia veneziana di un certo prestigio, ma la morte del padre, Fantino, quando egli aveva solo due anni, rese, a quanto sembra, particolarmente precaria la vita per lui e per i suoi tre fratelli (Daniele, Angelo e Agostino), e questo spiegherebbe la sua notevole attività editoriale, in gran parte legata alla necessità di sopravvivere.
Non si conservano molti elementi biografici certi. Si sa che frequentò lo Studio di Padova grazie al mecenatismo delle famiglie Loredan e Cornaro,  e che sposò una teatrante, Polonia (probabilmente conosciuta in occasione delle rappresentazioni delle sue opere teatrali), da cui ebbe due figli: una femmina e un maschio di nome Marcello. È dibattuto se nutrisse o meno simpatie per la riforma protestante, che in quegli anni godeva di un certo consenso a Venezia, in particolare presso Gabriele Giolito, un editore con cui il Dolce collaborò a lungo e intensamente come traduttore, curatore e scrittore (a Venezia, oltre che con il Giolito, Dolce collaborò con numerose officine tipografiche, tra cui quella di Manuzio e dei fratelli Sessa). Il Dolce era in rapporti con lo scrittore e attivista del movimento riformatore Lucio Paolo Rosello e con il marchese Bonifacio d'Oria, fieramente luterano, entrambi condannati dal Sant'Uffizio. Anch'egli subì due processi presso il Sant'Uffizio (1558 e 1565) - rispettivamente in quanto curatore dei Dialogi di Secreti della Natura di Pompeo della Barba e per aver usato il De statu religionis et reipublicae Carolo V Caesare, di Johannes Sleidanus, opera considerata eretica come quella di Della Barba -, ma ne uscì sempre assolto.
Dolce fu in contatto con i maggiori letterati dell'epoca ed ebbe legami con numerose accademie, tra queste l'Accademia dei Pastori Fratteggiani. Faceva parte, tra l'altro, del cenacolo di Pietro Aretino. Si rese protagonista anche di polemiche interne agli ambienti culturali: le più celebri lo videro opposto rispettivamente al letterato beneventano Niccolò Franco (colpevole di averlo messo in cattiva luce presso l'Aretino) e al viterbese Girolamo Ruscelli, in relazione alle edizioni coeve del Decameron che i due eruditi diedero alle stampe nel medesimo anno (1552). Sono tratti di una personalità eccentrica che già aveva avuto modo di manifestarsi quando, nel 1537, era stato sorpreso a portare armi dopo mezzanotte, violando una parte del Consiglio dei Dieci, e brevemente incarcerato.
Benché le sue opere avessero un indubbio successo presso i contemporanei e quindi avessero un notevole smercio, sembra che questo non gli abbia mai procurato una vera ricchezza; quando morì, nel 1568, non lasciò alcun testamento. Venne sepolto nella chiesa di San Luca Evangelista.
Autentico poligrafo, la sua opera letteraria fu indefessa, al punto che in trentasei anni di attività si calcola abbia lavorato a 358 edizioni, anche se più di 250 non furono sue composizioni originali ma edizioni di testi altrui, traduzioni o traduzioni-edizioni. Nel centinaio di opere attribuitegli si calcolano comunque "29 testi storici, 25 opere linguistiche, 24 di argomento esoterico, 5 filosofiche e 1 religiosa" (Guidotti 2004:17-18), oltre a 19 opere teatrali (ivi: 54-55). Tra le sue traduzioni-rifacimenti è notevole l'adattamento in ottave delle Metamorfosi ovidiane, che il Dolce pubblicò con il titolo Le Trasformazioni. Si segnala anche il rifacimento di due romanzi del ciclo dei palmerines (Palmerino e Primaleone).
Molti critici, pur elogiando la vastità del suo sapere e la ricchezza delle sue produzioni, gli rimproverano di non avere in definitiva mai raggiunto l'eccellenza in alcuno dei molteplici campi cui si applicò. La sua opera più conosciuta sono le Osservationi nella volgar lingua (1550), uno dei più importanti trattati di grammatica italiana del Cinquecento, di poco successivo alle Prose della volgar lingua del Bembo (1525), e a differenza di queste ultime, decisamente orientato a finalità divulgative e didattiche.
Dolce curò per Giolito l'edizione del Decameron (1552), del Canzoniere petrarchesco e della Divina Commedia, che fu il primo a definire "divina", nel frontespizio della pubblicazione (1555), mentre per Bindoni/Pasini lavorò all'edizione dell'Orlando Furioso.

## Opere
- Sogno di Parnaso con alcune rime d'amore (1532)
- Il ragazzo, commedia (1541)
- Hecuba, tragedia (1543)
- Thyeste/Thieste (1543, 1547)
- L'Istituzione delle donne {1545}
- Fabritia, commedia (1549): interessante sia per brillantezza dei tipi, sia per l'acutezza e la profondità dell'intreccio, utilizzante elementi di influenza plautini e terenziani.
- Giocasta, tragedia (1549)
- Libri delle osservationi nella volgar lingua (1550): in questa opera accosta le teorie ed i concetti del Bembo sulla lingua volgare, contraddicendo invece quelle di Dante.
- Le trasformazioni (1553)
- Dialogo della pitturaMedea (1557)

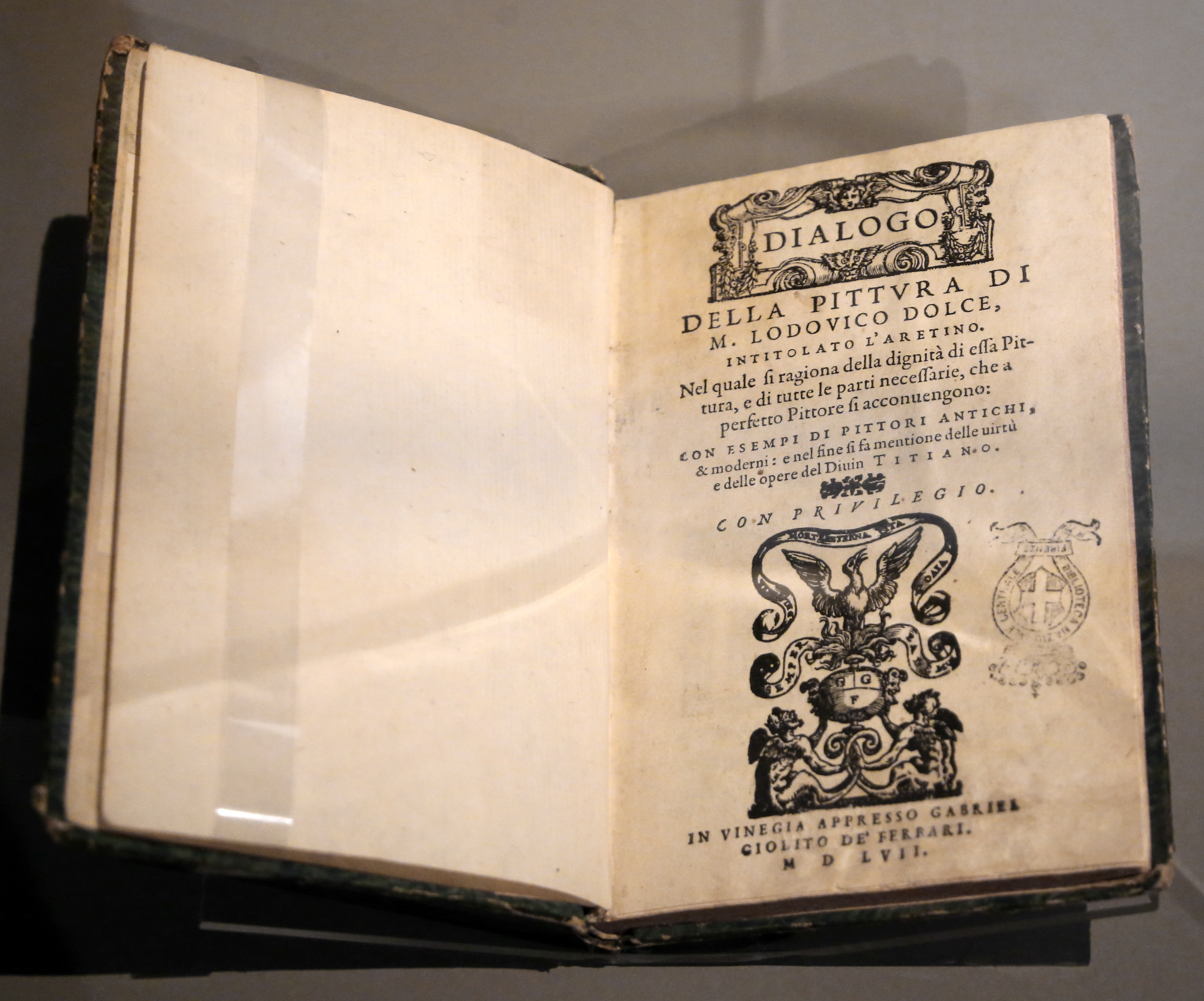
Dialogo della pittura

- L'Aretino o Dialogo della pittura (1557): vi viene aspramente criticato il Giudizio Universale di Michelangelo, tacciato di "sconvenienza", e per estensione viene criticato il mito michelangiolesco, contrapponendogli quello di Raffaello, ritenuto maggiormente "conveniente". Il dialogo nel suo complesso si configura come una critica serrata alla pittura manieristica ed è il primo scritto in cui il termine Maniera, assume carattere negativo: questa viene accusata di essere troppo oscura, di prediligere figure allungate e con una grandissima varietà di modi psicologici, e soprattutto di essere un'arte per élite culturali, che taglia fuori il popolo dei devoti; dobbiamo considerare che il dialogo venne scritto negli anni della Controriforma, quando la gerarchia ecclesiastica chiedeva agli artisti immagini semplici, chiare e con un certo grado di realismo, atto a muovere a devozione le masse dei fedeli. Dolce difese l'impostazione classicista per l'ispirazione e la riproduzione della natura, un decoro di matrice letteraria e gli elementi armoniosi e statici del primo Rinascimento.
- Palmerino d'Oliva (1561)
- Primaleone (1562)
- Dialogo dei colori (1565)
- Marianna, tragedia (1565) (on line)
- L'Enea (1568)

## Edizioni critiche
- Lodovico Dolce, I quattro libri delle Osservationi, edizione a cura di Paola Guidotti, Pescara, Libreria dell'Università Editrice, 2004
- Lodovico Dolce, Terzetti per le «Sorti». Poesia oracolare nell'officina di Francesco Marcolini, edizione e commento a cura di Paolo Procaccioli (Ludica: collana di storia del gioco, 6), Treviso-Roma, Fondazione Benetton Studi Ricerche-Viella, 2006
- Lodovico Dolce, Tieste, edizione e note a cura di Stefano Giazzon, Torino, RES, 2010 (ISBN 978-88-85323-58-2)
- Lodovico Dolce, Marianna, edizione e note a cura di Susanna Villari, Torino, RES, 2011 (ISBN 978-88-85323-60-5)
- Lodovico Dolce, Dialogo della instituzion delle donne, secondo li tre stati che cadono nella vita umana, a cura di Helena Sanson, Modern Humanities Research Association, Cambridge (UK), 2015 (ISBN 978-1-907322-24-2)
- Lodovico Dolce, Fabritia, a cura di Chiara Trebaiocchi, Manziana (Roma), Vecchiarelli, 2015
- Lodovico Dolce, Ecuba, a cura di Stefano Giazzon, Lavis (TN), La Finestra Editrice, 2023